# شيل (ميزوري)
شيل (بالإنجليزية: Schell City city, Missouri)‏ هي مدينة تقع بولاية ميزوري في الولايات المتحدة. تبلغ مساحتها 1.63 كم2، وترتفع عن سطح البحر 234 م، بلغ عدد سكانها 249 نسمة في عام 2010 حسب إحصاء مكتب تعداد الولايات المتحدة وتصل الكثافة السكانية فيها 152.8 نسمة لكل كيلومتر مربع (395.8/ميل2).

## التركيبة السكانية
حدّد مكتب تعداد الولايات المتحدة بيانات التركيبة السكانية لشيل في تعداد الولايات المتحدة. في ما يلي، التركيبة السكانية حسب تعدادي 2000 و2010.

### تعداد عام 2000
بلغ عدد سكان شيل 286 نسمة بحسب تعداد عام 2000، وبلغ عدد الأسر 128 أسرة وعدد العائلات 85 عائلة مقيمة في المدينة. في حين سجلت الكثافة السكانية 175.5 نسمة لكل كيلومتر مربع (454.5/ميل2). وبلغ عدد الوحدات السكنية 161 وحدة بمتوسط كثافة قدره 98.8 لكل كيلومتر مربع (255.9/ميل2).
وتوزع التركيب العرقي للمدينة بنسبة 100% من البيض و1.05% من الهسبانيون أو اللاتينيون من أي عرق.
بلغ عدد الأسر 128 أسرة كانت نسبة 29.7% منها لديها أطفال تحت سن الثامنة عشر تعيش معهم، وبلغت نسبة الأزواج القاطنين مع بعضهم البعض 55.5% من أصل المجموع الكلي للأسر، ونسبة 7% من الأسر كان لديها معيلات من الإناث دون وجود شريك، بينما كانت نسبة 3.9% من الأسر لديها معيلون من الذكور دون وجود شريكة وكانت نسبة 33.6% من غير العائلات. تألفت نسبة 32.8% من أصل جميع الأسر من عدة أفراد يعيشون في نفس المنزل ونسبة 14.8% كانت تتألف من شخص يعيش بمفرده يبلغ من العمر 65 عاماً أو أكثر. وبلغ متوسط حجم الأسرة المعيشية 2.23، أما متوسط حجم العائلات فبلغ 2.78.
بلغ العمر الوسطي للسكان 42.0 عاماً. وكانت نسبة 25.5% من القاطنين تحت سن الثامنة عشر، وكانت نسبة 5.6% بين الثامنة عشر والرابعة والعشرين عاماً، ونسبة 22.7% كانت واقعةً في الفئة العمرية ما بين الخامسة والعشرين والرابعة والأربعين عاماً، ونسبة 29% كانت ما بين الخامسة والأربعين والرابعة والستين، ونسبة 17.1% كانت ضمن فئة الخامسة والستين عاماً فما فوق. يوجد لكل 100 أنثى 98.6 ذكر، ويوجد لكل 100 أنثى في الثامنة عشر من عمرها فما فوق 93.6 ذكر.
بلغ متوسط دخل الأسرة في المدينة 20,500 دولارًا، أما متوسط دخل العائلة فبلغ 27,813 دولارًا. وكان متوسط دخل الذكور 20,000 دولارًا مقابل 16,094 دولارًا للإناث. وسجل دخل الفرد الخاص بالمدينة 11,027 دولارًا. وكانت نسبة 19.8% من العائلات ونسبة 25.7% من السكان تحت خط الفقر، وكان من هؤلاء نسبة 30% تحت سن الثامنة عشر ونسبة 21.3% في الخامسة والستين من العمر وما فوق.

### تعداد عام 2010
بلغ عدد سكان شيل 249 نسمة بحسب تعداد عام 2010، وبلغ عدد الأسر 115 أسرة وعدد العائلات 66 عائلة مقيمة في المدينة. في حين سجلت الكثافة السكانية 152.8 نسمة لكل كيلومتر مربع (395.8/ميل2). وبلغ عدد الوحدات السكنية 133 وحدة بمتوسط كثافة قدره 81.6 لكل كيلومتر مربع (211.3/ميل2).
وتوزع التركيب العرقي للمدينة بنسبة 97.59% من البيض و1.61% من الأمريكيين الأصليين و0.80% من عرقين مختلطين أو أكثر و1.61% من الهسبانيون أو اللاتينيون من أي عرق.
بلغ عدد الأسر 115 أسرة كانت نسبة 28.7% منها لديها أطفال تحت سن الثامنة عشر تعيش معهم، وبلغت نسبة الأزواج القاطنين مع بعضهم البعض 36.5% من أصل المجموع الكلي للأسر، ونسبة 11.3% من الأسر كان لديها معيلات من الإناث دون وجود شريك، بينما كانت نسبة 9.6% من الأسر لديها معيلون من الذكور دون وجود شريكة وكانت نسبة 42.6% من غير العائلات. تألفت نسبة 40% من أصل جميع الأسر من عدة أفراد يعيشون في نفس المنزل ونسبة 20% كانت تتألف من شخص يعيش بمفرده يبلغ من العمر 65 عاماً أو أكثر. وبلغ متوسط حجم الأسرة المعيشية 2.17، أما متوسط حجم العائلات فبلغ 2.89.
بلغ العمر الوسطي للسكان 39.9 عاماً. وكانت نسبة 27.3% من القاطنين تحت سن الثامنة عشر، وكانت نسبة 9.6% بين الثامنة عشر والرابعة والعشرين عاماً، ونسبة 19.3% كانت واقعةً في الفئة العمرية ما بين الخامسة والعشرين والرابعة والأربعين عاماً، ونسبة 24.5% كانت ما بين الخامسة والأربعين والرابعة والستين، ونسبة 19.3% كانت ضمن فئة الخامسة والستين عاماً فما فوق. وتوزع التركيب الجنسي للسكان بنسبة 49.8% ذكور و50.2% إناث.